# Serkan (nome)
Serkan  è un nome proprio di persona turco maschile.

## Origine e diffusione
Il prenome è formato dai termini turchi ser, che significa "testa" o "nobile", e kan, che significa "sangue": il suo significato potrebbe essere quindi quello di "capo", "condottiero", oppure quello di "sangue nobile".
All'inizio degli anni ottanta del XX secolo, il nome rientrava nei primi dieci nomi maschili più diffusi in Turchia, ma è scivolato tra la ventesima e la trentesima posizione tra la fine degli anni ottanta e l'inizio negli anni novanta e la sua popolarità è in seguito andata in progressivo decrescendo.
In Germania, tra il 2005 e il 2021 il prenome si trova mediamente nella 172ª posizione (anche se nel 2006, raggiunse il 39º posto, mentre tra gli immigrati di origine turca nei Paesi Bassi, il prenome raggiunse il suo apice nel 1985, quando nacquero 37 bambini con questo nome.

## Onomastico
Il nome è adespota, non essendo portato da alcun santo. L'onomastico si può festeggiare il 1º novembre, per Ognissanti.

## Persone

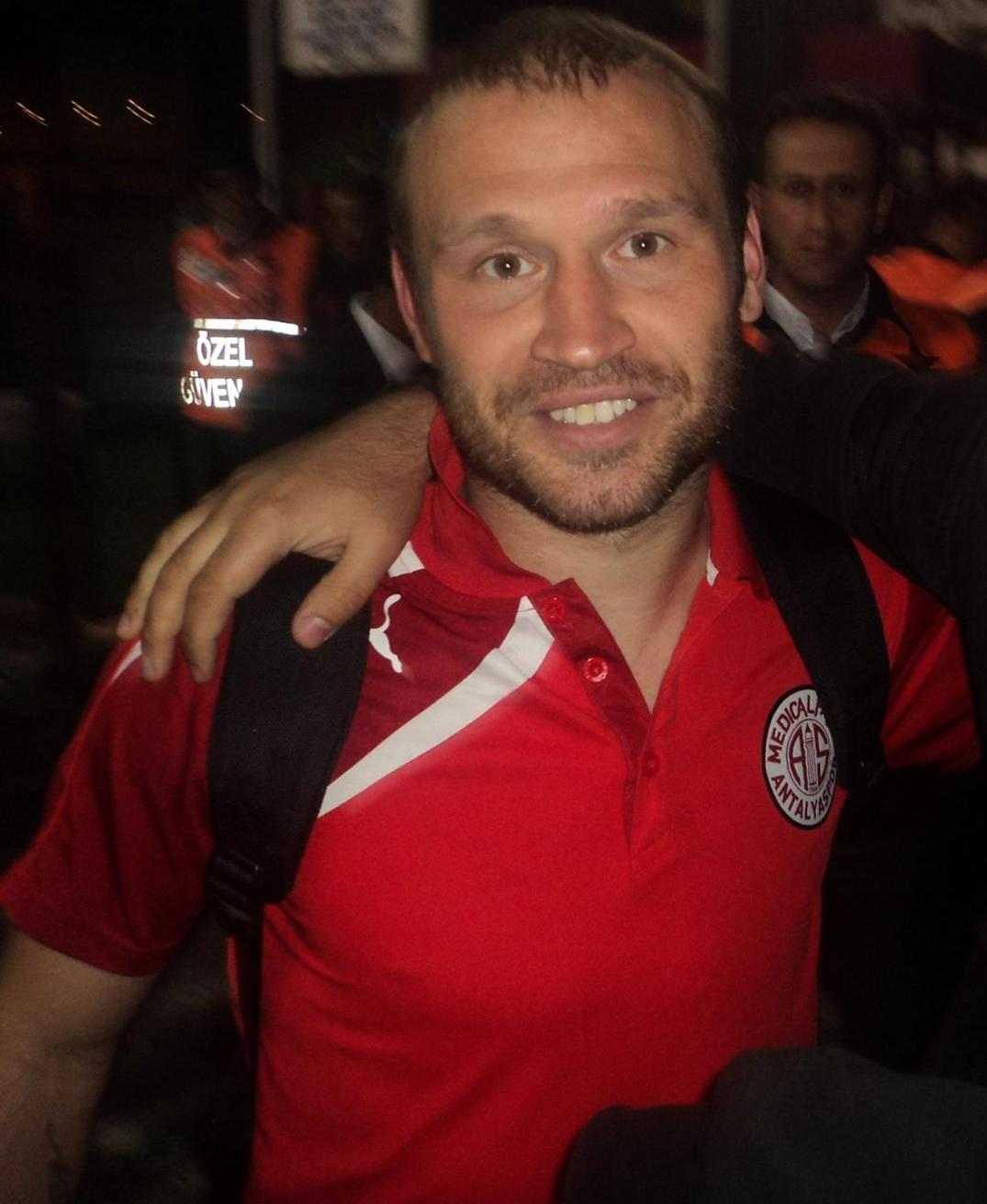
Serkan Balcı

- Serkan Altunorak, attore e doppiatore turco
- Serkan Asan, calciatore turco
- Serkan Aykut, calciatore turco
- Serkan Balcı, calciatore turco
- Serkan Çalık, calciatore turco
- Serkan Çayoğlu, attore e modello tedesco
- Serkan Çiftçi, calciatore austriaco
- Serkan Erdoğan. giocatore e allenatore di pallacanestro turco
- Serkan İnan, cestista turco
- Serkan Jusein, calciatore bulgaro
- Serkan Kırıntılı, calciatore turco
- Serkan Kurtuluş, calciatore turco
- Serkan Menteşe, cestista turco

## Il nome nelle arti
- Serkan Bolat, personaggio interpretato dall'attore Kerem Bürsin, è il protagonista maschile della serie televisiva turca Love Is in the Air (Sen Çal Kapımı)[7]